# Metaleptyphantes ovatus
Metaleptyphantes ovatus là một loài nhện trong họ Linyphiidae.
Loài này thuộc chi Metaleptyphantes. Metaleptyphantes ovatus được miêu tả năm 1990 bởi Scharff.